# Port Loko
Port Loko ist eine Stadt in Sierra Leone. Sie ist seit 2017 Hauptstadt der neu geschaffenen Provinz North West und Hauptort des Distrikts Port Loko. Sie liegt im Chiefdom Maforki.
Der Ort liegt rund 60 Kilometer nordöstlich von Freetown am Bankasoka (Port Loko Creek).
Bürgermeister ist seit Mitte 2019 Abubakarr Kamara des All People’s Congress.

## Bevölkerung
Port Loko liegt im Siedlungsgebiet der Temne. Während der Ort 1963 bloß 5.809 Bewohner zählte, waren es 1974 bereits 10.500 und 1985 15.248. Ergebnis des Zensus 2004 war eine Einwohnerzahl von 21.961. 2021 lag die Einwohnerzahl bei knapp 41.000.

## Infrastruktur und Wirtschaft
Die Stadt hat einen Flugplatz und liegt an der Bahnlinie Magampa–Pepel, die allerdings nur für den Warentransport benutzt wird. In der Umgebung wird Bauxit abgebaut. Landwirtschaftliches Hauptprodukt ist der Reis.

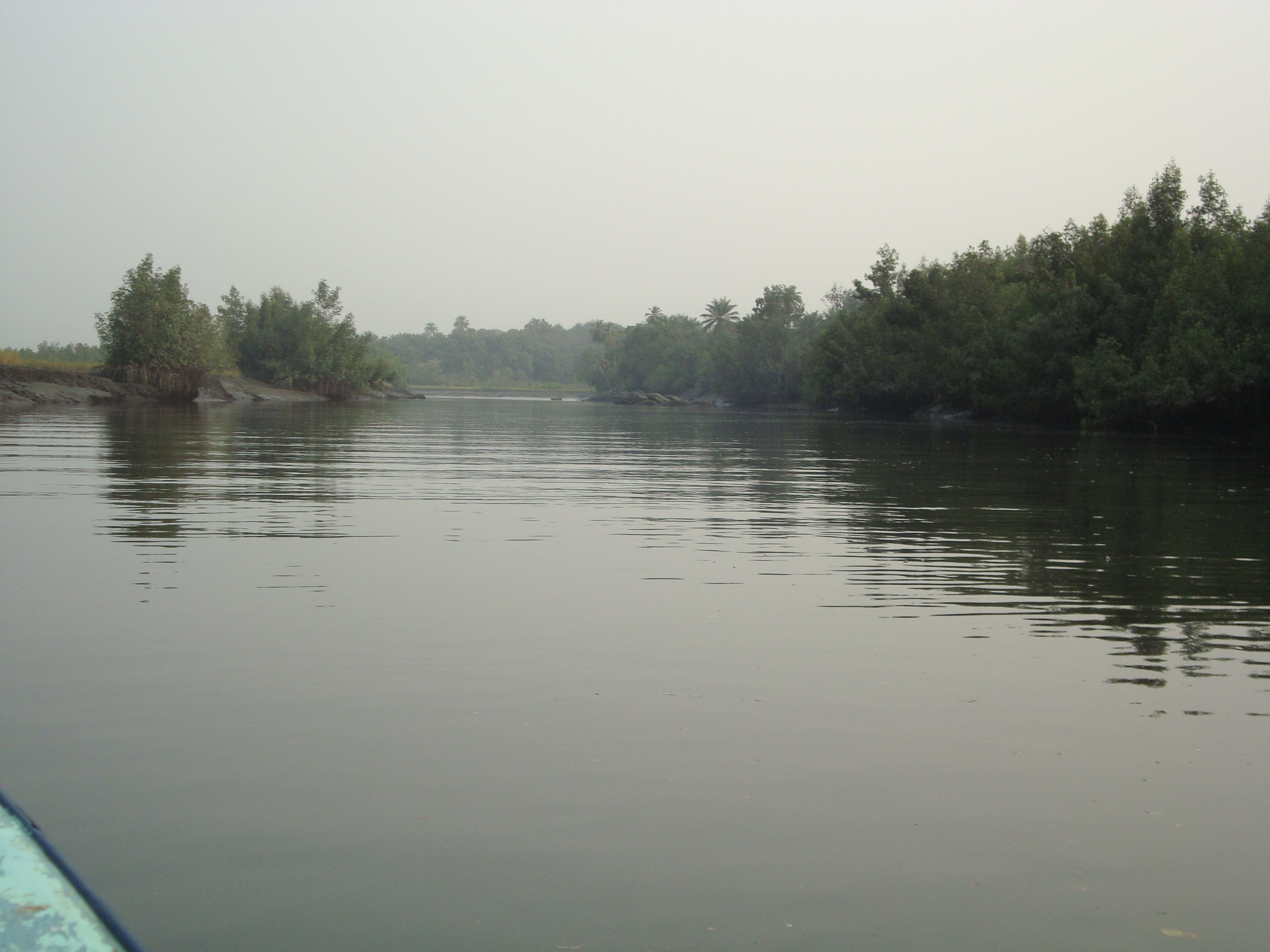
Bankasoka (Port Loko Creek)